# Maryan Nuh Muse
Maryan Nuh Muse (Somali Maryan Nuux Muuse; * 1. Januar 1997) ist eine ehemalige somalische Leichtathletin, die sich auf den Sprint spezialisiert hat.

## Sportliche Laufbahn
Erste internationale Erfahrungen sammelte Maryan Nuh Muse im Jahr 2014, als sie bei den Olympischen Jugendspielen in Nanjing in C-Finale im 200-Meter-Lauf nicht mehr an den Start ging. Im Jahr darauf schied sie bei den Afrikaspielen in Brazzaville mit 69,83 s in der Vorrunde über 400 Meter aus. 2016 nahm sie dank einer Wildcard im 400-Meter-Lauf an den Olympischen Sommerspielen in Rio de Janeiro teil und schied dort mit 60,14 s in der ersten Runde aus. Im Jahr darauf kam sie bei den Islamic Solidarity Games in Baku mit 30,65 s nicht über den Vorlauf über 200 Meter hinaus und beendete daraufhin ihre aktive sportliche Karriere im Alter von 20 Jahren.

## Persönliche Bestleistungen
- 200 Meter: 30,35 s (0,0 m/s), 22. August 2014 in Nanjing
- 400 Meter: 69,83 s, 13. September 2015 in Brazzaville